# Abrasió mecànica
L'abrasió mecànica és el procés de les raspadures, esgarrapades, desgast, espatllament o del fregament.
L'abrasió es produeix entre materials sòlids o bé entre un material sòlid i un fluid que transporta partícules sòlides repartides homogèniament.
Es pot fer intencionadament en un procés controlat usant un abrasiu. L'abrasió pot ser un efecte indesitjable per exposició a un ús normal o de l'exposició als elements.

## Abrasió com a procés tecnològic.
Els processos de fabricació sovint usen un abrasiu per treure material de la superfície, per allisar la superfície, etc. Es pot mesurar la resistència a l'abrasió per diversos mètodes de prova. L'ús de lubricants adequats pot ajudar a controlar l'abrasió.

## Estàndards
- ASTM C448 Standard Test Methods for Abrasion Resistance of Porcelain Enamels
- ASTM C944 Standard Test Method for Abrasion Resistance of Concrete or Mortar Surfaces by the Rotating-Cutter Method
- ASTM C1027 Standard Test Method for Determining Visible Abrasion Resistance of Glazed Ceramic Tile
- ASTM C1353 Standard Test Method for Abrasion Resistance of Dimension Stone Subjected to Foot Traffic Using a Rotary Platform, Double-Head Abraser
- ASTM D968 Standard Test Methods for Abrasion Resistance of Organic Coatings by Falling Abrasive
- ASTM D4966 Standard Test Method for Abrasion Resistance of Textile Fabrics
- ASTM D5181 Standard Test Method for Abrasion Resistance of Printed Matter by the GA-CAT Comprehensive Abrasion Tester
- ASTM D6279 Standard Test Method for Rub Abrasion Mar Resistance of High Gloss Coatings
- ASTM D7428 Standard Test Method for Resistance of Fine Aggregate to Degradation by Abrasion in the Micro-Deval Apparatus
- ASTM F1486 Standard Practice for Determination of Abrasion and Smudge Resistance of Images Produced from Office Products